# Distretto di Orosháza
Il distretto di Orosháza (in ungherese Orosházi járás) è un distretto dell'Ungheria, situato nella provincia di Békés.